# Qinshan (köpinghuvudort i Kina, Zhejiang Sheng, lat 30,43, long 120,92)
Qinshan är en köpinghuvudort i Kina. Den ligger i provinsen Zhejiang, i den östra delen av landet, omkring 75 kilometer öster om provinshuvudstaden Hangzhou. Antalet invånare är 36 746. Befolkningen består av 17 594 kvinnor och 19 152 män. Barn under 15 år utgör 10,0 %, vuxna 15-64 år 78 %, och äldre över 65 år 11,0 %.
Närmaste större samhälle är Yuanhua, 14,7 km väster om Qinshan. 
Genomsnittlig årsnederbörd är 1 912 millimeter. Den regnigaste månaden är juni, med i genomsnitt 316 mm nederbörd, och den torraste är november, med 74 mm nederbörd.